# Calau gris de l'Índia
El calau gris de l'Índia (Ocyceros birostris) és una espècie d'ocell de la família dels buceròtids (Bucerotidae) (Anglès: Indian grey hornbill. Espanyol: cálao gris indio). Habita bosc obert i terres de conreu del nord-est del Pakistan i l'Índia.